# Retrat d'Antoni de Borgonya
El retrat d'Antoni de Borgonya, també anomenat Retrat d'Antoni 'Gran Bâtard' de Borgonya, és una pintura sobre taula a l'oli del pintor Primitius flamenc Rogier van der Weyden retratant Anthony de Burgundy, el fill bastard de Felip el Bo i una de les seves amants, Jeanne de Presle. La taula està datada aproximadament el 1460 i es conserva al Museu de Belles Arts de Bèlgica. Porta el collar lliurea de l'Orde del Toisó d'Or, una orde de cavalleria establerta el 10 de gener de 1430, per Felip el Bo, duc de Borgonya. El 1456 Antoni va ser incorporat a la prestigiosa orde amb tan sols 29 membres en aquell moment. La importància exacta de la fletxa que sosté a la mà és desconeguda, tot i que el toisó es creu que podia referir-se a l'heroi mitològic grec Jason o el guerrer hebreu i jutge Gideon.

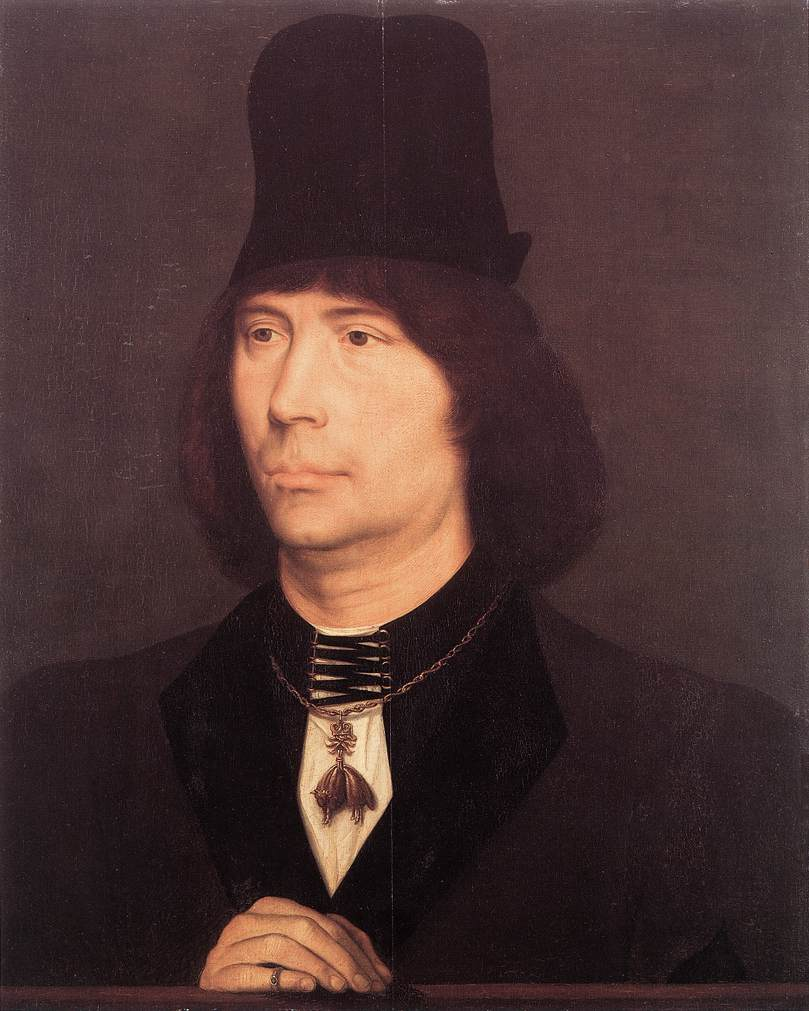
Retrat d'Antoni atribuït a Hans Memling, 1467–70

L'obra és un dels tres retrats de grans personatges que Van der Weyden va pintar per encàrrec dels Ducs de Borgonya al voltant de 1460. Els altres dos és els seus retrats de Felip el Bo i Carles el Temerari. En comú amb la majoria de retrats masculins de Van der Weyden, Antoni és mostrat de mig perfil, mirant fixament a mitjana distància.
En els seus darrers retrats encarregats, Van der Weyden normalment afalagava seus models. Sovint idealitzava o suavitzava els seus trets facials, el que els aporta una bellesa, un interès o la intel·ligència que no haurien tingut en la seva vida. Si aquest retrat es compara amb el retrat poc romàntic d'Antoni atribuït a Hans Memling, pintat 8-10 anys més tard, es pot veure les llicències preses per Van der Weyden. Tot i tenir en compte l'edat, l'artista sembla haver ampliat els ulls, que defineix els contorns de la cara, i una mandíbula molt més forta que la que es veu al retrat de Memling.